# Hourtin
Hourtin is een gemeente in het Franse departement Gironde (regio Nouvelle-Aquitaine). De plaats maakt deel uit van het arrondissement Lesparre-Médoc. Hourtin telde op 1 januari 2022 4.028 inwoners.

## Geografie
Hourtin ligt ten noordwesten van Bordeaux in de Médoc. In het westen grenst de gemeente aan de Golf van Biskaje van de 
Atlantische Oceaan. De kust bestaat uit langgerekte zandstranden en is vanwege de branding van de oceaan geliefd bij surfers. Aan de landkant liggen hoge duinen, beplant met naaldhout. Achter het duingebied ligt op het grondgebied van Hourtin en de gemeente Carcans het Lac d'Hourtin-Carcans, een van de grootste meren van Frankrijk. Aan de oever van dit meer ligt een toeristisch complex uit de jaren tachtig met de naam Hourtin-Port. De hoofdplaats Hourtin ligt 2 kilometer ten oosten van Hourtin-Port. Aan de kust ligt op 12 kilometer afstand de badplaats Hourtin-Plage. Daarnaast maken ook de gehuchten Contaut, Piqueyrot en Lachanau deel uit van de gemeente.
De oppervlakte van Hourtin bedroeg op 1 januari 2022 190,5 vierkante kilometer; de bevolkingsdichtheid was toen 21,1 inwoners per km².

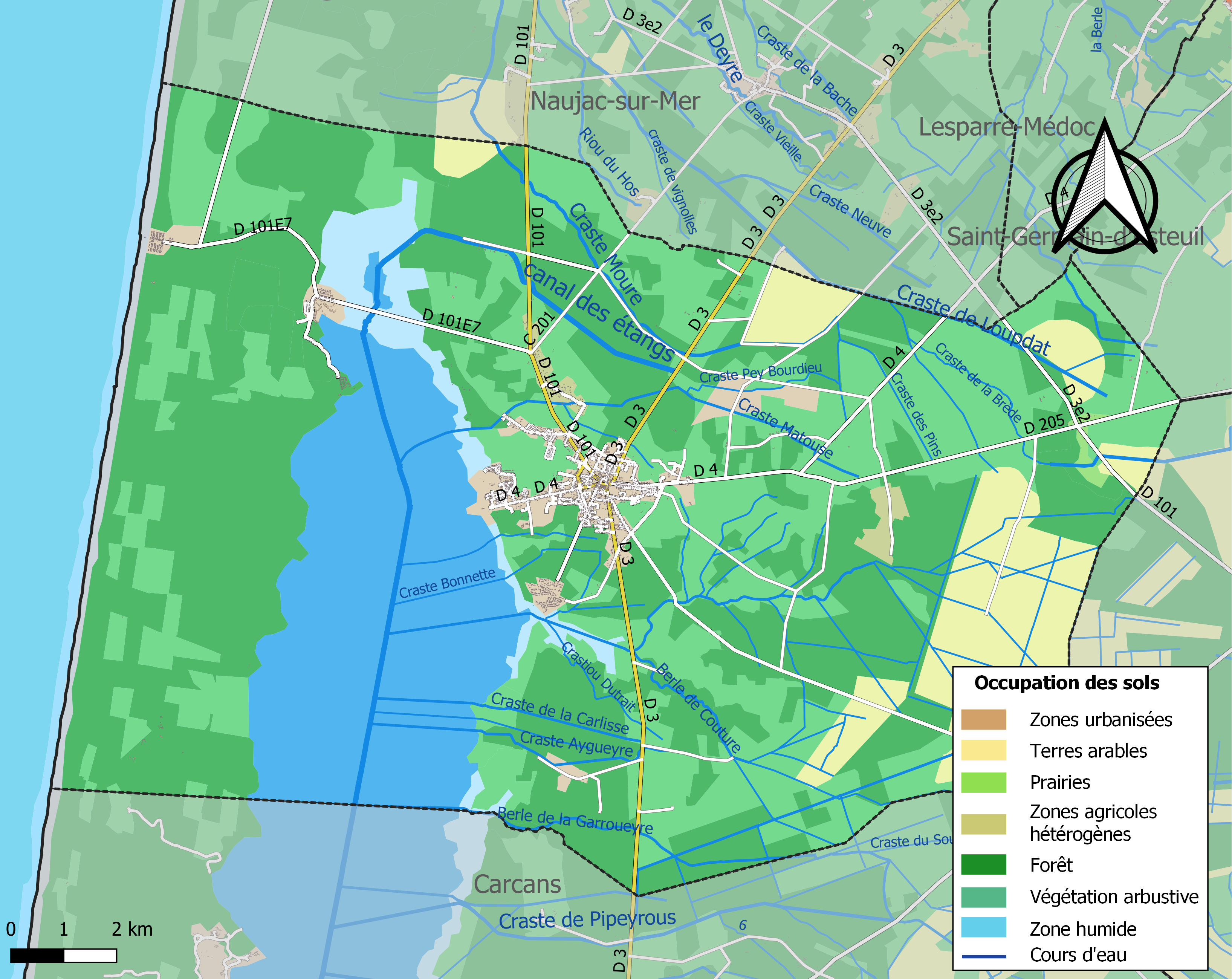
Kaart van de gemeente met belangrijkste infrastructuur, bodemgebruik en omliggende gemeenten

## Demografie
Onderstaande figuur toont het verloop van het inwonertal (bron: INSEE-tellingen).